# باترفیلد بنک
باترفیلد بنک (انگلیسی: Butterfield Bank) شرکت خدمات مالی و بانکداری بریتانیایی است، که در سال ۱۸۵۸ تأسیس شد.